# آن دايموند
آن دايموند (بالإنجليزية: Anne Diamond)‏ هي صحفية ومقدمة تلفزيونية بريطانية، ولدت في 8 سبتمبر 1954 في مالفرن في المملكة المتحدة.

## وصلات خارجية
- آن دايموند على موقع IMDb (الإنجليزية)
- آن دايموند على موقع ميوزك برينز (الإنجليزية)
- آن دايموند على موقع قاعدة بيانات الفيلم (الإنجليزية)